# Dasso
Dasso est l'un des quatre arrondissements de la commune de Ouinhi dans le département du Zou au centre du Bénin.

## Géographie

### Localisation
Dasso est situé au Sud-Est de la commune de Ouinhi.
|        | Zounge           |                      |
| Tohouè | Dasso            | Commune d'Adja-Ouèrè |
|        | Commune de Bonou |                      |

### Administration
Sur les 40 villages et quartiers de ville que compte la commune de Ouinhi, l'arrondissement de Dasso en groupe 11 villages que sont: 
1. Agonkon
2. Bossa Kpota
3. Bossa Togoudo
4. Gbokpago
5. Gnanli
6. Houanvè
7. Oussa
8. Tannou
9. Tozoungo
10. Yaago
11. Zounguè

## Histoire
L'arrondissement de Dasso est une subdivision administrative béninoise. 
Dans le cadre de la décentralisation au Bénin, il devient officiellement un arrondissement de la commune de Djidja, le 27 mai 2013, après la délibération et adoption par l'Assemblée nationale du Bénin. Ceci se déroule lors de la séance du 15 février 2013 de la loi N° 2013-O5 du 15/02/2013 portant création, organisation, attributions et fonctionnement des unités administratives locales en République du Bénin.

## Démographie
Selon le recensement de la population de 2013 conduit par l'Institut national de la statistique et de l'analyse économique (INSAE), Dasso compte 2 428 ménages avec 15 408 habitants,.
| Indicateur           | 2013  |
| -------------------- | ----- |
| Nombre de ménages    | 2428  |
| Population masculine | 7420  |
| Population féminine  | 7988  |
| Population totale    | 15408 |

La population est composée de plusieurs ethnies et groupes socioculturels. Il s'agit notamment des Fon et Mahi, qui forment les groupes dominants. On y rencontre également quelques immigrants comme les Yoruba, Hollis ainsi que les Nagos.

## Économie
La population pour ses sources de revenus, mène des activités agricoles avec la culture de maïs, manioc, patate douce ainsi que le riz grâce aux périmètres rizicoles installés dans des bas-fonds.